# Воеводский, Владислав Владиславович
Владисла́в Владисла́вович Воево́дский (25 июля 1917, Петроград — 20 февраля 1967, Новосибирск) — советский химик, создатель новой химической отрасли — магнитной спектроскопии, член-корреспондент АН СССР с 23 марта 1958 года, академик АН СССР с 26 июня 1964 года по Отделению общей и технической химии, заместитель директора по науке в Институте химической кинетики и горения СО АН СССР в 1960-х гг.

## Биография
Владислав Владиславович Воеводский родился 25 июля 1917 г. в Петрограде и происходил из польского дворянского рода Воеводских (Wojewódzki) герба Абданк, имеющего богатую историю и проживавшего на территории современных Белоруссии и Литвы.
Прадед В.В. Воеводского, которого звали тоже Владислав, был участником Январского восстания в 1863 году, за что был сослан в село Чолны Мензелинского уезда. Несмотря на это, дед будущего академика, Стефан Воеводский, стал членом Пермского окружного суда и действительным статским советником.
Отец Владислава Владиславовича, Владислав Стефанович, работал юрисконсультом в Ленинградской областной конторе Госбанка и преподавал в Ленинградском финансово-экономическом институте. Мать - Берта Ароновна Воеводская, также юрист по образованию, работала юрисконсультом в различных государственных учреждениях Ленинграда.
Владислав Воеводский, окончив в 1935 г. среднюю школу, успешно поступил в Ленинградский политехнический институт на инженерно-технический факультет.
В 1937 году отец В.В. Воеводского, Владислав Стефанович Воеводский, был арестован и 27 января 1938 года расстрелян. Репрессии в отношении отца сделали будущего ученого сыном «врага народа», что неоднократно негативно отражалось на его карьере. Его пытались отчислить из института, но помогло то, что уже тогда будущий химик являлся одним из немногих лауреатов особых Сталинских стипендий за выдающиеся показатели в учёбе.
Ещё во время учёбы научным руководителем В. В. Воеводского стал будущий лауреат Нобелевской премии Николай Николаевич Семёнов, впервые разработавший теорию цепных реакций. Под его руководством студент выполняет и успешно защищает дипломное сочинение на тему «Роль перекиси водорода в окислении водорода». Выбор темы объяснялся тем, что Владислава Владиславовича Воеводского уже в институте заинтересовали вопросы теории разветвлённых цепных реакций, изучавшихся в СССР с начала 1930-х гг.
В 1940 г. окончив с отличием инженерно-физический факультет Ленинградского политехнического института по специальности "химическая физика" В. В. Воеводский поступает в аспирантуру Ленинградского института химической физики, возглавляемого Н.Н. Семёновым. В 1941 году аспирант женится на студентке Ленинградского политехнического института Людмиле Леонидовне Разумовой. В том же году Воеводский с женой, как и другие сотрудники Института химической физики, эвакуируется в Казань, продолжив обучение в аспирантуре.
В 1944 г., В. В. Воеводский защищает  кандидатскую диссертацию на тему «Детальное исследование механизма окисления (горения) водорода» и вместе с Институтом химической физики переезжает в Москву.
С 1946 по 1952 гг. учёный по совместительству преподаёт на кафедре химической кинетики МГУ. Уже в 1949 г. выходит его первая монография (совместно с А. Б. Налбандяном) — «Механизмы окисления и горения водорода». Изучая разветвлённые цепные химические реакции, В. В. Воеводский выявляет происходящие в них диффузные и каталитические процессы окисления. За счёт более подробного изучения гетерогенных факторов он расширил теорию крекинга парафиновых углеводородов. В этот же период учёный создаёт количественную теорию крекинга олефиновых углеводородов, открыв новых тип радикальных химических реакций. Однако в 1952 г. вновь сказываются репрессии в отношении отца — В. В. Воеводского, как и многих других химиков, увольняют по делу о резонансной теории Лайнуса Полинга, признанной буржуазной.

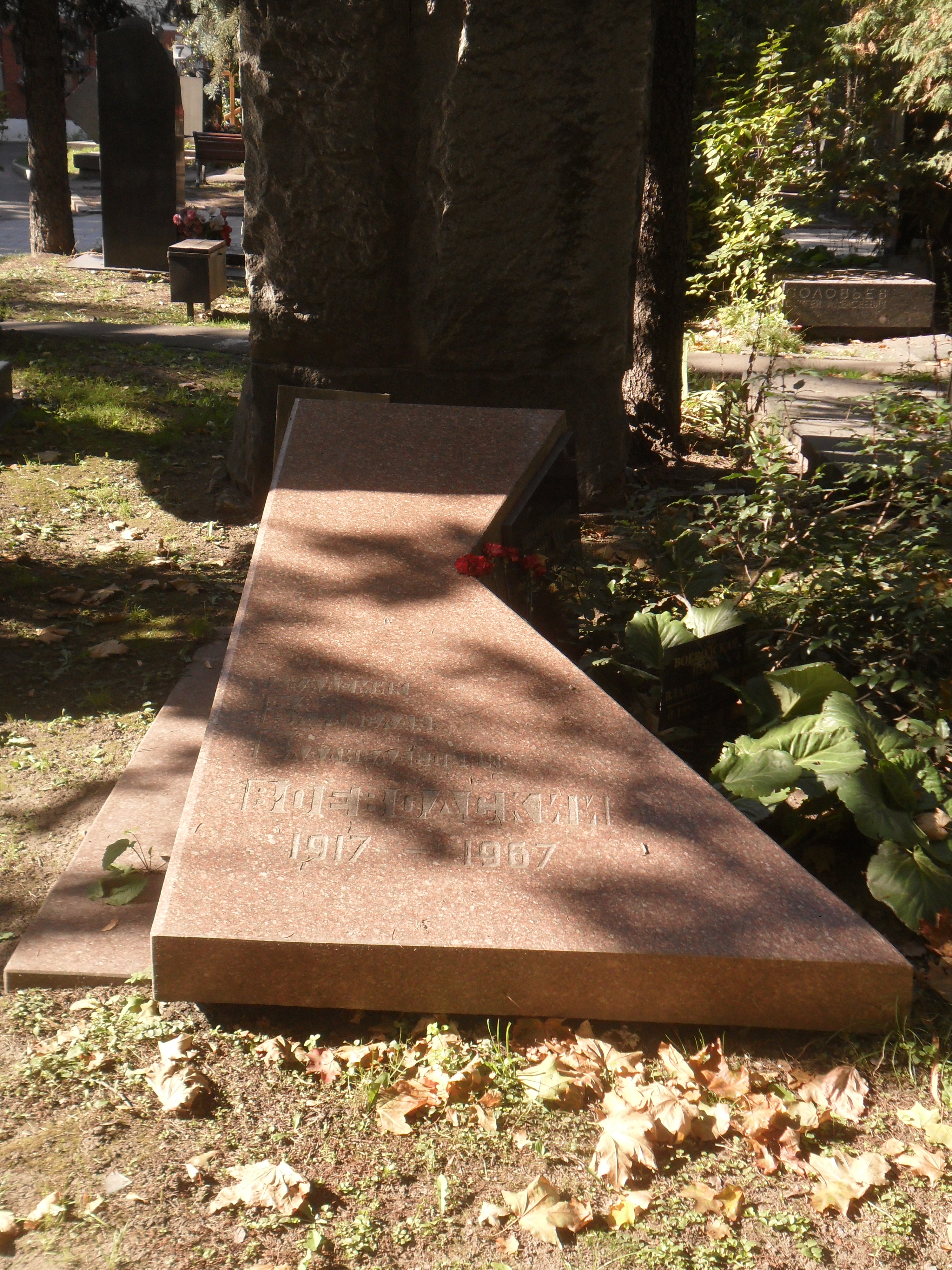
Могила Воеводского на Новодевичьем кладбище в Москве.

Однако гонения нивелировались как значительной важностью его исследований для советской науки и промышленности, так и «оттепелью», наступившей после прихода к власти Н. С. Хрущёва. Уже в 1953 г. В. В. Воеводский по совместительству с работой в ИХФ АН СССР становится деканом факультета молекулярной и технической физики знаменитого Московского физико-технического института. На этой должности он оставался до 1961 г.
В 1954 г. защищает докторскую диссертацию на тему «Свободные радикалы в цепных газовых реакциях». Сферой интересов учёного в этот период становится очень слабо разработанная в СССР отрасль — радиоскопические и магнитно-резонансные методы в приложении к химии. С 1956 г. он переходит к исследованиям структуры и свойств свободных радикалов, закладывая своими исследованиями фундамент советской школы радиоспектроскопии. Уже в 1958 г. В. В. Воеводский создаёт установку по регистрации спектров электронного парамагнитного резонанса — ЭПР-2. В этом же году учёному присваивается звание члена-корреспондента АН СССР. 
В те же годы он начал проводить исследования на базе создаваемого Института химической кинетики и горения СО АН СССР в Новосибирске. В том числе, они были посвящены измерению концентрации атомов водорода в разреженном водородном пламени.  Важность исследований учёного для промышленности (в том числе, военной) СССР позволила ему в 1958 г. принять участие в Симпозиуме по горению (Оксфорд) и в Дискуссии по стабилизации свободных радикалов (Шеффилд).
В 1959 г. В. В. Воеводский переезжает в строящийся Академгородок Новосибирска. Здесь он становится одним из организаторов создания Института химической кинетики и горения СО АН СССР (сейчас институт носит имя В. В. Воеводского) и факультета естественных наук Новосибирского Государственного Университета, на котором он основал кафедры физической химии, молекулярной и биологической физики. 
В 1961 г. учёный становится заместителем директора по науке Института химической кинетики и горения СО АН СССР и по совместительству – деканом факультета естественных наук НГУ. Также по совместительству (без оклада) Воеводский продолжал работу по заведованию лабораторией механизма гетерогенного катализа в ИХФ в Москве, а впоследствии осуществлял консультационное руководство лабораторией химической радиоспектроскопии ИХФ.
В 1962 г. в качестве председателя Ученого Совета по научному приборостроению при СО АН СССР Владислав Владиславович принимал участие в создании СКБ научного приборостроения СО АН СССР, а с августа 1963 г. (когда СКБ было включено в состав ИХКГ), непосредственно руководил его работой.
В 1963—1967 гг В. В. Воеводский — главный редактор «Журнала структурной химии» АН СССР.
С октября 1963 г. В.В. Воеводский был избран членом Президиума СО АН СССР.
Уже тогда складывается его научная школа. Выполненные под руководством В.В. Воеводского научные исследования по изучению механизма образования радикалов под действием света и радиации, по изучению слабых межмолекулярных взаимодействий и их роли в протекании элементарных стадий сложных химических реакций в конденсированной фазе получили широкое признание мировой науки. Его по праву считают одним из создателей новой области науки - химической магнитной спектроскопии. Сформированная им физико-химическая школа и в настоящее время находится на передовых позициях мировой науки. Среди учеников В.В. Воеводского будущие академики – Ю.Н. Молин, Р.З. Сагдеев, Ю.Д. Цветков и другие.
24 июня 1964 г. В.В. Воеводский был избран в действительные члены (академиком) Академии наук СССР по Отделению общей и технической химии.
Академик Владислав Владиславович Воеводский скоропостижно скончался 20 февраля 1967 г. от проблем с сердцем.
В 1968 г. ему посмертно была присуждена Государственная премия.

## Научные труды
- Тепловой взрыв и распространение пламени в газах. М., 1947 (в соавт.). 294 с.;
- Механизм окисления и горения водорода. М.; Л., 1949 (в соавт). 180 с.;
- Вопросы химической кинетики, катализа и реакционной способности. М., 1955 (в соавт.);
- Применение электронного парамагнитного резонанса в химии. Новосибирск, 1962. 240 с. (в соавт. с Л. А. Блюменфельдом и А. Г. Семёновым);
- Физика и химия элементарных химических процессов. М., 1969. 414 с.[9]

Полная библиография учёного составлена коллективом Отделения ГПНТБ СО РАН. Она представлена в проекте «Научные школы ННЦ СО РАН».

## Семья
- Отец — Воеводский Владислав Стефанович (1888—1938) — потомственный дворянин, до 1917 г. — адвокат, после 1917 г. — юрисконсульт различных государственных организаций, преподаватель;
- Мать — Воеводская (Баранова) Берта Ароновна (1887—1963) — юрист;
- Жена — Разумова Людмила Леонидовна (1921 — 1999), доктор биологических наук, работала ст. научным сотрудником ИХФ АН СССР;
- Дочь — Марианна (род. 1945), к.х.н., работала в Президиуме РАН. Замужем за Павлом Борисовичем Никитиным, старшим сыном известного педагога  Б.П. Никитина;
- Дочь — Нина (1951- 2010), к.ф.-м.н, позднее защитила PhD в  Стокгольмском университете;
- Внуки — Владислав, Игорь и Ольга.

## Интересные факты
Ренад Зиннурович Сагдеев рассказывал в беседе с Роленом Константиновичем Нотманом, что В. В. Воеводский, работая в НГУ, 1-2 раза в год устраивал так называемые «сидения», куда приглашал всех — от студентов до состоявшихся учёных, и все должны были откровенно говорить друг о друге. По результатам издавалась шуточная газета «Органы сидения».

## Память

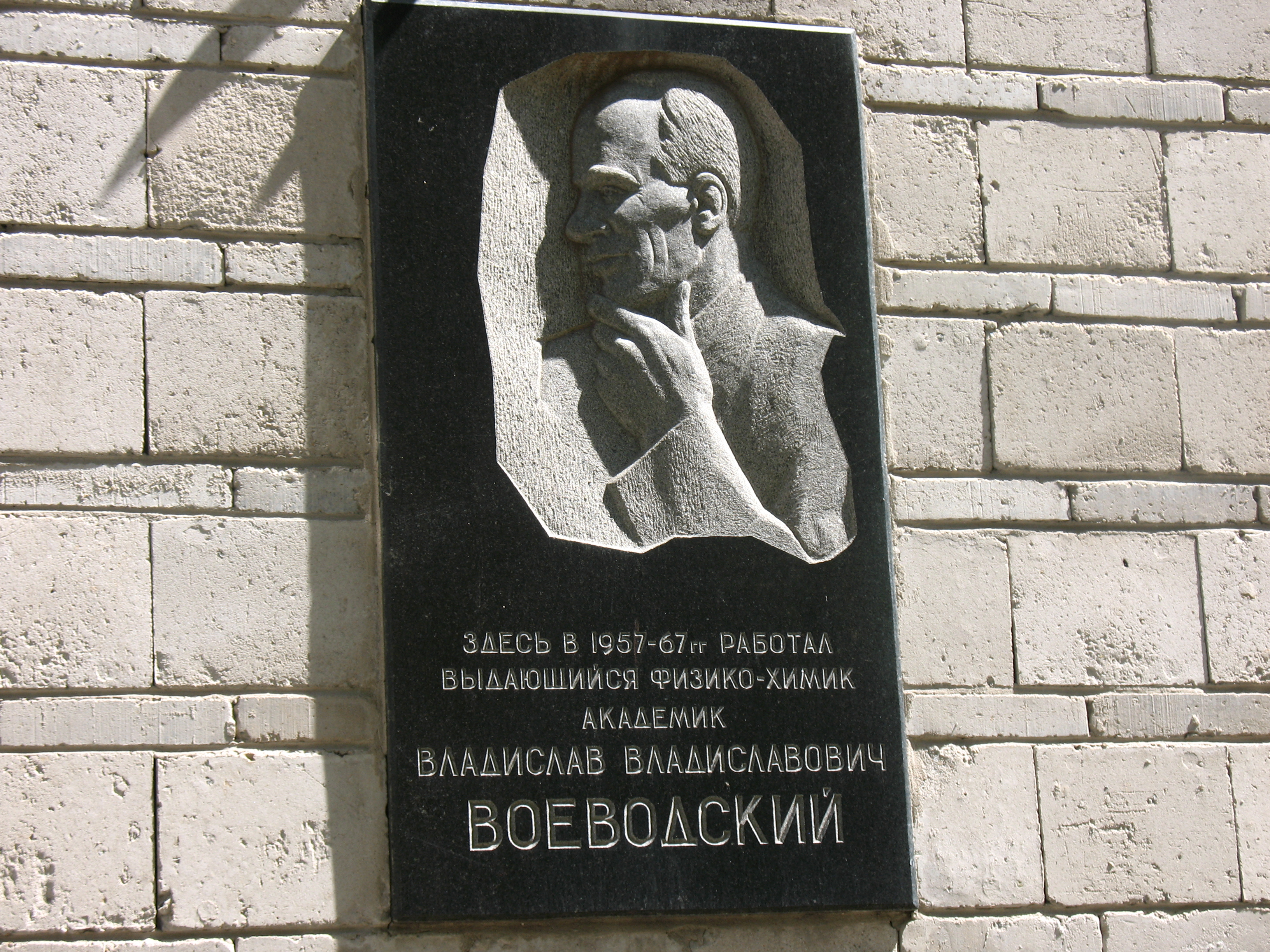
Мемориальная доска В. Воеводскому на здании Института химической кинетики

В память учёного попеременно в Москве и Новосибирске каждые пять лет проводится международная конференция «Физика и химия элементарных химических процессов».
Его имя носят улица в Академгородке, международная научная премия, премия для молодых учёных СО РАН и стипендия для студентов НГУ.